# 科羅省 (巴芬區)
8°33′N 7°28′W / 8.550°N 7.467°W

科羅省（Koro Department），是科特迪瓦的省份，位於該國西部沃羅巴區，由巴芬區負責管轄，南面是圖巴省，西面是畿內亞，成立於2008年，2014年該省份人口59,210。